# Прапор Воллісу і Футуни
Офіційним прапором островів Волліс і Футуна є національний прапор Франції, оскільки вони є заморською громадою Франції.
Прапор Воллісу і Футуни являє собою червоне полотно з чотирма трикутниками, що перетинаються під прямим кутом. Прапор Франції, відокремлений від області вузькою білою смугою, займає верхній лівий кут. В альтернативному варіанті використовується великий білий хрест (трохи зміщений вниз відносно центру прапора). Червоний колір на прапорі символізує хоробрість, білий — чистоту ідеалів. Чотири трикутники символізують владу трьох королів і французького адміністратора.
На всіх офіційних заходах використовується французький прапор.

## Галерея

Прапор Волліс і Футуна
Альтернативний варіант неофіційного прапора Воллісу і Футуни